# Caridina grandirostris
Caridina grandirostris е вид десетоного от семейство Atyidae. Видът не е застрашен от изчезване.

## Разпространение и местообитание
Разпространен е в Япония (Кюшу).
Обитава сладководни басейни, морета, реки и потоци.